# Salvador Cup
A Salvador Cup foi uma competição de futebol de base organizada pela Salvador Produções & Futebol Show Eventos em parceria com a Federação Bahiana de Futebol (FBF).
No total, foi realizada seis edições entre 2014 e 2019, das quais Cruzeiro e São Paulo venceram duas, enquanto Athletico Paranaense e Vitória ficaram com uma cada.

## História
A Salvador Cup começou a ser disputada no ano de 2014 e teve o Vitória como primeiro campeão. Na edição seguinte, o Cruzeiro ficou com o título. O São Paulo venceu a competição nos dois anos seguintes, derrotando o Vitória em ambas ocasiões. Em 2018, foi a vez do Cruzeiro ganhar o bicampeonato. Por fim, o Athletico Paranaense venceu, em 2019, a última edição. No ano de 2021, a competição constou no calendário da FBF, com a organização conjunta entre a Salvador Produções e o Esporte Clube Jacuipense, mas não foi realizada.

## Formato
O formato da Salvador Cup se manteve semelhante nas seis edições realizadas. Na primeira fase, as equipes foram divididas em grupos, com a quantidade de integrantes variando de acordo com o número de participantes. Este, aliás, aumentou de oito para 10 em 2016 e chegou a 16 em 2019. Depois da fase inicial, os classificados se enfrentaram em jogos eliminatórios, definindo assim os classificados para a fase seguinte até chegarem à decisão. Em algumas edições, foram disputadas as Taças de Ouro e Prata.

## Campeões

### Títulos por clube
| Pos  | Clube                | Títulos | Vices | Semifinais |
| ---- | -------------------- | ------- | ----- | ---------- |
| 1.º  | Cruzeiro             | 2       | —     | 1          |
| 2.º  | São Paulo            | 2       | —     | —          |
| 3.º  | Vitória              | 1       | 2     | 1          |
| 4.º  | Athletico Paranaense | 1       | 1     | 1          |
| 5.º  | Internacional        | —       | 1     | 1          |
| 6.º  | Bahia de Feira       | —       | 1     | —          |
| 6.º  | Corinthians          | —       | 1     | —          |
| 8.º  | Palmeiras            | —       | —     | 3          |
| 9.º  | Bahia                | —       | —     | 2          |
| 10.º | Atlético Mineiro     | —       | —     | 1          |
| 10.º | Ponte Preta          | —       | —     | 1          |
| 10.º | Shandong Luneng      | —       | —     | 1          |

### Títulos por federação
| Pos | Clube             | Títulos | Vices | Semifinais |
| --- | ----------------- | ------- | ----- | ---------- |
| 1.º | São Paulo         | 2       | 1     | 4          |
| 2.º | Minas Gerais      | 2       | —     | 2          |
| 3.º | Bahia             | 1       | 3     | 3          |
| 4.º | Paraná            | 1       | 1     | 1          |
| 5.º | Rio Grande do Sul | —       | 1     | 1          |
| 6.º | China             | —       | —     | 1          |